# Albert Stolz
Albert Stolz, né le 19 novembre 1875 à Bolzano, où il est mort le 8 janvier 1947, est un peintre fresquiste autrichien.

## Biographie
Albert Stolz étudie de 1898 à 1903 à l'Académie des beaux-arts de Vienne auprès de Alois Delug. Il se consacre avec passion à représentater la vie rurale, les personnages légendaires du Tyrol et à des commandes de peintures religieuses et laïques.